# Hellenychus umfoloziensis
Hellenychus umfoloziensis är en spindeldjursart som beskrevs av Meyer 1974. Hellenychus umfoloziensis ingår i släktet Hellenychus och familjen Tetranychidae. Inga underarter finns listade i Catalogue of Life.